# Douchetchka
Douchetchka (en russe : Душечка) est une nouvelle d’Anton Tchekhov. Le titre signifie littéralement en français Petite chérie. 

## Historique
Douchetchka est initialement publiée dans le premier numéro de la revue russe La Famille, numéro 1, du 3 janvier 1899. 

## Résumé
Olga Plemiannikova vit seule avec son père malade. Son voisin, l’imprésario de Théâtre Ivan Koukine, se plaint devant elle des intempéries. La pluie dure depuis des semaines et la fréquentation de son théâtre baisse. Olga est une belle jeune fille, calme, qui a un énorme besoin d’aimer. Les malheurs de Koukine l’émeuvent, elle en tombe amoureuse. Ils se marient rapidement.
Olga s’insère immédiatement dans la vie de Koukine, elle travaille pour lui, défend ses intérêts et pense comme lui que le théâtre est la base de tout. D’ailleurs, on la surnomme « Ivan-et-moi ». Elle embellit, Koukine dépérit, il meurt lors d’un voyage à Moscou.
Trois mois plus tard, au retour de la messe, elle est raccompagnée en chemin par un voisin, le marchand de bois Vassili Poustovalov. Il fait grosse impression à Olga. Elle tombe amoureuse et ils se marient.
Six années de bonheur, pas d’enfant, mais une vie tranquille où les deux époux ne se quittent pas. Olga pense comme Vassili que le théâtre est une bagatelle, elle console Vladimir, un voisin vétérinaire que sa femme a quitté, puis Vassili meurt d’un refroidissement.
Six mois de deuil, puis elle se met en ménage avec Vladimir. Olga pense comme Vladimir qu’il n’y a pas de contrôle vétérinaire convenable dans cette ville. Puis, Vladimir doit partir avec son régiment, elle est de nouveau seule. Elle vieillit, s’enlaidit, ne parle à personne. Les années passent, et puis reparaît Vladimir avec sa femme et son fils Sacha. Elle les accueille chez elle. La femme part. Olga élève bientôt seule le jeune Sacha : c’est sa joie.

## Extraits
- « Olga écoutait Koukine sans rien dire... Les malheurs de Koukine avaient fini par l’émouvoir et elle en tomba amoureuse. »
- « Et surtout c’était le pire, elle n’avait plus d’opinions….son cœur était aussi désert que sa cour. »

## Personnages
- Olga Plemiannikova
- Ivan Koukine, imprésario de théâtre, premier mari d’Olga.
- Vassili Poustovalov, marchand de bois, deuxième mari d’Olga.
- Vladimir Smirine, vétérinaire, troisième mari d’Olga.
- Sacha Smirine, fils de Vladimir

## Adaptations
- 1966 : Douchetchka, téléfilm soviétique de Sergueï Kolossov, avec Ludmila Kassatkina dans le rôle d'Olga

## Édition française
- Douchetchka, traduit par Édouard Parayre, révision de Lily Dennis, Bibliothèque de la Pléiade, éditions Gallimard, 1971  (ISBN 2 07 0106 28 4).